# Нелюбов (фільм)
Про однойменний радянський художній фільм див. Нелюбов (фільм, 1991)
«Некохання» (рос. «Нелюбовь», англ. Loveless) — російський драматичний фільм, знятий Андрієм Звягінцевим. Фільм розповідає про сімейну пару, Женю і Бориса, яка знаходяться на межі розлучення, через що їх син Альоша йде з дому. 
Прем'єра стрічки відбулася 18 травня 2017 року на Каннському кінофестивалі. У 2017-2018 роках фільм був неодноразово номінований у різних категоріях на міжнародних кінопреміях, таких як Каннський міжнародний кінофестиваль, «Золотий глобус», BAFTA, «Оскар» (у номінації «Найкращий фільм іноземною мовою») тощо.

## Синопсис
Сюжет фільму оповідає про сім'ю, що складається з чоловіка Бориса, його дружини Жені і їх 12-річного синочка Альоші. Точніше вони вже не сім'я, адже Боря розлучається з Женею. І у того і в іншого вже є нові пари, колишнє подружжя прагнуть якомога швидше завершити цей важкий процес і почати нове життя. Однак в запалі нескінченних суперечок дорослі зовсім не думають про почуття маленького хлопчика. І ось одного разу, не витримавши напруги, Альоша вирішує втекти з дому...

## У ролях
| Актор              | Роль                                       |
| ------------------ | ------------------------------------------ |
| Мар'яна Співак     | Женя дружина Бориса                        |
| Олексій Розін      | Борис чоловік Жені                         |
| Матвій Новіков     | Альоша син Бориса та Жені                  |
| Андріс Кейш        | Антон коханець Жені                        |
| Марина Васильєва   | Марія коханка Бориса                       |
| Олексій Фатєєв     | Іван координатор пошуково-рятівного загону |
| Сергій Борисов     | оперуповноважений                          |
| Наталя Потапова    | мати Жені                                  |
| Ганна Гулярєнко    | мати Марії                                 |
| Сергій Бадичкін    | Сергій колега Бориса                       |
| Євгенія Дмитрієва  | перукар                                    |
| Артем Жигулін      | Кузнєцов однокласник Альоші                |
| Максим Солопов     | батько однокласник Альоші, Кузнєцова       |
| Тетяна Рябокінь    | рієлтор                                    |
| Максим Стоянов     | покупець                                   |
| Любов Соколінская  | дівчина покупця                            |
| Варвара Шмикова    | Олена пошуковик                            |
| Наталі Старинкевіч | косметолог                                 |
| Ірина Кривонос     | медсестра                                  |

## Виробництво

### Розробка
12 листопада 2015 року Андрій Звягінцев повідомив про початок роботи над своїм новим фільмом, який розповідатиме історію сімейної пари. «Це історія чоловіка і дружини, які розлучаються. Історія дуже сумна, пронизлива», — він додав. Також Звягінцев заявив, що фільм має назву, однак вона тримається в секреті. За словами продюсера стрічки Олександра Роднянського, проект розроблявся декілька років. У травні 2016 року було оголошено назву фільму — «Нелюбов», а також деякі деталі сюжету.

### Кастинг
Кастинг акторів почався у грудні 2015 року.

### Фільмування
У листопаді 2015 року режисер заявив, що зйомки почнуться в серпні 2015 року, а завершено стрічку буде до весни 2017 року. Москва, місто в Підмосков'ї та Санкт-Петербург розглядалися як місце зйомок.

## Випуск
У травні 2016 року на кіноринку Marché du Film Каннського кінофестивалю компанія Pyramide Distribution придбала права на фільм для дистрибуції у Франції, а Wild Bunch — на всіх територіях за межами Франції і СНД.

## Нагороди та номінації
| Список нагород та номінацій         | Список нагород та номінацій | Список нагород та номінацій               | Список нагород та номінацій    | Список нагород та номінацій | Список нагород та номінацій |
| Кінопремія                          | Дата церемонії              | Категорія                                 | Номінант(и)                    | Результат                   | Дж                          |
| ----------------------------------- | --------------------------- | ----------------------------------------- | ------------------------------ | --------------------------- | --------------------------- |
| Каннський міжнародний кінофестиваль | 28.05.2017                  | Золота пальмова гілка                     | Нелюбов                        | Номінація                   | [ 9 ] [ 10 ]                |
| Каннський міжнародний кінофестиваль | 28.05.2017                  | Приз журі                                 | Нелюбов                        | Перемога                    | [ 11 ] [ 12 ]               |
| Кінофестиваль Camerimage            | 2017                        | Срібна жабка найкращому операторові       | Михайло Кричман                | Перемога                    | [ 13 ]                      |
| Премія Європейської кіноакадемії    | 09.12.2017                  | Найкращий європейський фільм              | Нелюбов                        | Номінація                   | [ 14 ]                      |
| Премія Європейської кіноакадемії    | 09.12.2017                  | Найкращий режисер                         | Андрій Звягінцев               | Номінація                   | [ 14 ]                      |
| Премія Європейської кіноакадемії    | 09.12.2017                  | Найкращий сценарист                       | Олег Нєгін та Андрій Звягінцев | Номінація                   | [ 14 ]                      |
| Премія Європейської кіноакадемії    | 09.12.2017                  | Нагорода «European University Film Award» | Нелюбов                        | Номінація                   | [ 14 ]                      |
| Премія Європейської кіноакадемії    | 09.12.2017                  | Найкращий оператор                        | Михайло Кричман                | Перемога                    | [ 14 ]                      |
| Премія Європейської кіноакадемії    | 09.12.2017                  | Найкращий композитор                      | Євген та Саша Гальперіни       | Перемога                    | [ 14 ]                      |
| Премія «Золотий глобус»             | 07.01.2018                  | Найкращий фільм іноземною мовою           | Нелюбов                        | Номінація                   | [ 15 ] [ 16 ]               |
| Синдикат французьких кінокритиків   | 2018                        | Приз за найкращий іноземний фільм         | Нелюбов                        | Перемога                    | [ 17 ]                      |
| Премія «Магрітт»                    | 03.02.2018                  | Найкращий фільм спільного виробництва     | Нелюбов                        | Номінація                   | [ 18 ]                      |
| Премія BAFTA                        | 18.02.2017                  | Найкращий неангломовний фільм             | Нелюбов                        | Номінація                   |                             |
| Гран-прі Союзу кінокритиків Бельгії | 2018                        | Найкращий фільм                           | Нелюбов                        | Перемога                    |                             |
| Премія «Сезар»                      | 02.03.2018                  | Найкращий фільм іноземною мовою           | Нелюбов                        | Перемога                    | [ 19 ]                      |
| Премія «Оскар»                      | 04.03.2018                  | Найкращий фільм іноземною мовою           | Нелюбов                        | Номінація                   |                             |
| Премія «Давид ді Донателло»         | 21.03.2018                  | Найкращий іноземний фільм                 | Нелюбов                        | Номінація                   | [ 20 ]                      |